# Sajóbábony
Sajóbábony es una ciudad en el condado de Borsod-Abaúj-Zemplén en el noreste de Hungría.